# 保陶洛姆
保陶洛姆，是匈牙利绍莫吉州所辖的一个村。总面积6.68平方公里，总人口352，人口密度52.7人/平方公里（2011年1月1日）。